# Реброва, Камилла Павловна
Камилла Павловна Реброва (род. 24 февраля 2007, Пугачёв, Саратовская область) — российская волейболистка, нападающая-доигровщица. 

## Биография
Волейболом начала заниматься в СШОР города Балаково Саратовской области. 1-й тренер — И. В. Щербань.. В 2021 приглашена в Казань, где стала выступать за команду «Динамо-Ак Барс»-УОР, с которой дважды выиграла «золото» Молодёжной лиги. В 2023—2024 провела 4 матча в суперлиге за основную команду клуба. В 2024 заявлена за «Динамо-Ак Барс», став в его составе обладателем Суперкубка и Кубка России и Кубка Легенд.

### Клубная карьера
- 2021—2024 —  «Динамо-Академия»-УОР/«Динамо-Ак Барс»-УОР (Казань) — молодёжная лига;
- с 2022 —  «Динамо-Ак Барс» (Казань) — суперлига.

## Достижения

### Клубные
- серебряный призёр чемпионата России 2025.
- победитель розыгрыша Кубка России 2024;
  - серебряный призёр Кубка России 2025.
- обладатель Суперкубка России 2024.
- победитель розыгрыша Кубка Легенд
- двукратная чемпионка (2022, 2024) и серебряный призёр (2023) Молодёжной лиги чемпионата России.
- победитель (2022) и двукратный серебряный призёр (2021, 2023) розыгрышей Кубка Молодёжной лиги.

### Индивидуальные
- 2023: лучшая доигровщица (одна из двух) Кубка Молодёжной лиги.
- 2024: MVP чемпионата Молодёжной лиги.